# Bulleromyces albus
Bulleromyces albus är en svampart som beskrevs av Boekhout & Á. Fonseca 1991. Bulleromyces albus ingår i släktet Bulleromyces och familjen Tremellaceae.   Inga underarter finns listade i Catalogue of Life.